# Joana Estrela
Joana Estrela (Penafiel, 1990) é uma artista e ilustradora portuguesa baseada no Porto. Desde 2014 que publica o seu trabalho enquanto ilustradora, destacando-se a sua colaboração com a editora Planeta Tangerina, através da qual publicou, entre outros livros, a obra Mana (2016), que ganhou I Prémio Internacional de Serpa para Álbum Ilustrado e o prémio de Melhor Ilustração de Livro Infantil (Autor Português) no festival Amadora BD. Tem vindo também a participar em várias exposições nacionais e internacionais, como a Comix Creatrix: 100 Women Making Comics (2016), na Feira do Livro do Porto (2020), no festival Ilustrarte (2016) e no festival Amadora BD (2017, 2020). 

## Percurso
Nascida em Penafiel, em 1990, estudou Design de Comunicação na Faculdade de Belas Artes da Universidade do Porto (2012). Concluído o curso, viveu por um ano em Vilnius onde foi voluntária numa associação LGBT.  Desta experiência surge o seu primeiro livro, Propaganda, publicado em 2014 através da editora Plana.
O seu trabalho com a editora Planeta Tangerina iniciou-se com a publicação do livro Mana, em 2016, com o qual ganhou o I Prémio Internacional de Serpa para Álbum Ilustrado, assim como prémio de Melhor Ilustração de Livro Infantil (Autor Português) na Amadora BD. No mesmo ano, lançou um mapa interativo da cidade do Porto chamado "Map for Crying Travellers". que teve uma segunda versão dedicada a Lisboa em 2019.
O seu trabalho foi exibido em várias exposições, entre elas a Comix Creatrix: 100 Women Making Comics (2016), no festival Ilustrarte, na Feira do Livro do Porto (2020), e no Amadora BD (2017 e 2020).

## Prémios em Destaque
- 2016 - I Prémio Internacional de Serpa para Álbum Ilustrado.[3]
- 2016 - Melhor Desenhador Português de Livro de Ilustração no Amadora BD.[3]
- 2018 - Menção no Prémio Nacional de Ilustração. [1][15]
- 2019 - Prémio Amadora BD (Melhor Ilustração de Livro Infantil — Autor Português).[1]
- 2020 - Menção Prémio Nacional de Ilustração.[1]

## Obras Selecionadas
Na sua obra destacam-se trabalhos como autora e ilustradora, e também participações em que colaborou enquanto ilustradora com outros autores, entre eles: 

#### Como autora e ilustradora:
- 2014 - Propaganda, ed. Plana ISBN 978-989-20-8217-2
- 2016 - Mana, ed. Planeta Tangerina  ISBN 978-989-8145-72-7
- 2017 - A Rainha do Norte, ed. Planeta Tangerina ISBN 978-989-8145-79-6
- 2018 - Os Tigres na Parede, ed.08 Edições ISBN 978-989-776-121-8
- 2020 - Menino, Menina, ed.Planeta Tangerina ISBN 978-989-8145-39-0
- 2021 - Pardalita, ed. Planeta Tangerina ISBN 978-989-9061-05-7

#### Como ilustradora:
- 2018 - Fernão de Magalhães: o circum-navegador, de Luísa Ducla Soares, ed. Planeta Tangerina ISBN 978-989-8725-10-3
- 2019 - Aqui é Um Bom Lugar, de Ana Pessoa, ed. Planeta Tangerina ISBN 978-989-8145-93-2
- 2019 - O que há neste lugar? : guia de exploração da paisagem, de Maria Manuel Pedrosa, ed. Museu da Paisagem ISBN 978-989-20-9261-4
- 2020 - Gatálogo, de Miguel Gouveia, ed. Bruaá Editora ISBN 978-989-8166-46-3